# ハルモニア (ちょうちょの曲)
「ハルモニア」は、ちょうちょの3枚目のシングル。2011年11月23日にLantisから発売された。

## 概要
前作「Authentic symphony」からの2ヶ月連続リリース第2弾シングル。本人単独ではちょうちょ名義での最後のシングルでもある。表題曲「ハルモニア」は、『英雄伝説 空の軌跡 THE ANIMATION』のエンディングテーマに使用されており、ヴァイオリンが活躍する民族調の雄大な楽曲となっている。カップリングの「Dramatic daydream」は、『空の軌跡』のラジオテーマソングになっており、ちょうちょ曰く「明るくて元気になれるような曲」であるという。

## チャート成績
2011年12月5日付オリコン週間シングルランキングで初登場153位を獲得し、初週458枚を売り上げた。チャート登場回数は1回。

## 収録曲
（全作詞：rino）
1. ハルモニア [4:34]
  - 作曲：rino、編曲：虹音
2. Dramatic daydream [4:35]
  - 作曲：山元祐介、編曲：山元祐介・山路一志
3. ハルモニア（inst）
4. Dramatic daydream（inst）

## 演奏
ハルモニア
- 遠山哲朗：Guitar
- 渡辺等：Bass
- 宮田繁男：Drums
- 虹音：All Other Instruments, Programming

## 収録アルバム
| 曲名       | アルバム                         | 発売日        | 備考             |
| ---------- | -------------------------------- | ------------- | ---------------- |
| ハルモニア | 『flyleaf』                      | 2012年8月8日  | 1stアルバム      |
| ハルモニア | 『ChouCho ColleCtion "bouquet"』 | 2016年5月25日 | ベスト・アルバム |
| ハルモニア | 『ChouCho the BEST』             | 2021年12月8日 | ベスト・アルバム |